# Glössbo
Glössbo är en småort i Bollnäs kommun belägen i Rengsjö socken.
I byn finns en möbelfabrik med tillhörande affär (Glösbo möbel). I övrigt är Glössbo traditionellt sett en jordbruksbygd och fortfarande finns aktiva lantbruk. 

## Kända profiler från orten
- Hilding Mickelsson, naturfotograf, författare och hembygdsforskare